# Daniel Erich
Daniel Erich (* 19. Februar 1649 in Lübeck; † 30. Oktober 1712 in Güstrow) war ein deutscher Organist und Komponist.

## Leben
Daniel Erichs Familie stammte vermutlich aus Lübeck, sein gleichnamiger Vater Daniel Erich (auch Erichsen) war Lautenist und Lautenmacher. Erich war einige Jahre Schüler von Dieterich Buxtehude, bevor man ihm 1679 an der Pfarrkirche in Güstrow die Organistenstelle übertrug, wo er bis zu seinem Ableben wirkte.
Erich genoss als Orgellehrer und -fachmann einen sehr guten Ruf und stand in letzterer Eigenschaft in engem Kontakt mit dem Orgelbauer Arp Schnitger. Er schuf Choralvorspiele und Versetten, dabei handelt es sich um Orgelsätze, die in einem Choral einen gesungenen Vers ersetzen. Lediglich vier dieser Werke sind überliefert. Das Choralvorspiel Christum wir sollen loben schon wurde erst 1984 in der handschriftlichen Neumeister-Sammlung des Johann Gottfried Neumeister (1757–1840) oder auch Arnstädter-Orgelbuch genannt, in der Bibliothek der Yale University wiederentdeckt.